# Stefan Dečanski
Stefan Uroš III. (1285. – 11. studenoga 1331.), poznat po nadimku Dečanski, bio je srpski kralj između 1321. i 8. rujna 1331. godine.

## Život
Stefan Uroš III. Dečanski  bio je sin srpskog kralja Stefana Uroša II. Milutina i njegove žene Jelene te otac prvog srpskog cara Stefana IV. Dušana. Tijekom njegovog djetinjstva Zlatna Horda osvojila je Bugarsku i zahtijevala taoce od Srbije kao jamstvo mira. Na kraju je kao taoc bio poslan Stefan Uroš III. 
Po povratku iz zatočeništva postao je srpski guverner za područje današnje Crne Gore, ali 1314. će se posvađati s ocem koji ga protjeruje u Carigrad da bi tamo bio oslijepljen. Bizant će mu ipak odbiti oduzeti vid tako da je živio u izbjeglištvu do kada ga otac 1320. godine nije pozvao da se vrati, a sljedeće godine i naslijedi na prijestolju. Njegovoj krunidbi će se usprotiviti brat Konstantin kojega će u bitci Stefan Uroš III. pobijediti 1322. godine. To neće zaustaviti ratna zbivanja između Kraljevstva Srijema čiji vladar je Urošev bratić Stefan Vladislav II. i Kraljevstva Srbije. Stefan Uroš Dečanski i u ovoj bitci izlazi kao pobjednik tako da ubrzo anektira srpske dijelove Sirmije (Srijema).
Razdoblje mira kralj koristi za početak gradnje Dečanskog manastira po kojemu će dobiti ime, ali to razdoblje neće dugo trajati s obzirom na to da u Bizantskom građanskom ratu počinje podržavati Andronika II. protiv Andronika III., kojeg podržava Bugarska. Na kraju pobjeda Andronika III. rezultira objavom rata Bizanta i Bugarske protiv Srbije. 
Taj rat završava pobjedom Srbije kada srpska vojska iznenađuje i potpuno uništava bugarsku u bitka na Velbuždu 28. srpnja 1330 godine. Tada Dečanskog u državnom udaru svrgava sin Dušana Silnog 8. rujna 1331. godine jer je navodno htio predati svu vlast u ruke drugorođena sina. Malo više od dva mjeseca kasnije Uroš III. preminut će mirnim ili nasilnim putem u zatvoru.

## Obitelj
Dečanski je prvo bio oženjen Teodorom Smilec, koja mu je rodila Stefana Uroša IV. Dušana. Nakon rastave, Dečanski se oženio Marijom Paleolog, s kojom je imao kćeri Jelenu i Teodoru te sina Simeona Uroša.